# Municipio de Henrietta (Míchigan)
El municipio de Henrietta (en inglés: Henrietta Township) es un municipio ubicado en el condado de Jackson en el estado estadounidense de Míchigan. En el año 2010 tenía una población de 4705 habitantes y una densidad poblacional de 49,04 personas por km².

## Geografía
El municipio de Henrietta se encuentra ubicado en las coordenadas 42°22′16″N 84°18′34″O / 42.37111, -84.30944. Según la Oficina del Censo de los Estados Unidos, el municipio tiene una superficie total de 95.95 km², de la cual 93,19 km² corresponden a tierra firme y (2,87 %) 2,76 km² es agua.

## Demografía
Según el censo de 2010, había 4705 personas residiendo en el municipio de Henrietta. La densidad de población era de 49,04 hab./km². De los 4705 habitantes, el municipio de Henrietta estaba compuesto por el 96,77 % blancos, el 0,51 % eran afroamericanos, el 0,45 % eran amerindios, el 0,19 % eran asiáticos, el 0,68 % eran de otras razas y el 1,4 % eran de una mezcla de razas. Del total de la población el 2,3 % eran hispanos o latinos de cualquier raza.